# El número 23
El número 23 (títol original: The Number 23) és una pel·lícula estatunidenca de suspens de 2007, dirigida per Joel Schumacher i protagonitzada per Jim Carrey. Està doblada al català.
La trama està basada en l'enigma del número 23, una creença que ja ha estat reflectida en més mitjans i per la qual es creu que tots els incidents i esdeveniments estan connectats amb el número 23, amb permutacions del nombre o propers a ell. Encara que Robert Anton Wilson va ser el creador de la pel·lícula 23, de 1998, no apareix acreditat a la cinta, que no és un remake de la primera. Aquesta pel·lícula és la segona amb Schumacher i Carrey, sent la primera Batman Forever. El nombre 23 suposa el projecte número 23 de Joel Schumacher i és la primera cinta de suspens de Carrey.

## Argument
Walter Sparrow (Jim Carrey) és un empleat de control d'animals casat amb la propietària d'una botiga de pastissos, Agatha (Virginia Madsen). Tenen un fill adolescent, Robin (Logan Lerman). La pel·lícula comença amb Walter narrant els esdeveniments del seu recent aniversari. Ell explica com, cap a les 5 en punt, va rebre una trucada per atrapar un gos. El gos havia estat arraconat al soterrani d'un restaurant xinès. Walter aconsegueix capturar el gos, però mentre intenta llegir el seu nom, inscrit en una medalla al coll, el qual és Ned, es distreu i el gos el mossega, escapant-se. La persecució porta a Walter fins al cementiri, on el gos s'atura davant de la làpida d'una tal Laura Tollins; en aquest moment, es disposa a disparar-li un dard tranquil·litzant, però el gos ja no hi és.
A causa de l'incident amb el gos arriba tard a la cita que tenia amb la seva dona i, mentre ella l'esperava, decideix entrar en una llibreria. A la botiga, Agatha mira un llibre d'un autor anomenat Topsy Kretts, titulat El nombre 23 . Quan arriba Walter, Agatha li diu que li comprarà el llibre com a regal, ja que és el seu aniversari.
Un cop a casa, Walter comença a llegir el llibre, trobant algunes similituds entre ell i el protagonista de la història, un detectiu conegut com "Fingerling". Aquest protagonista explica que va prendre el seu nom d'un llibre que llegia quan era petit, sorprenent a Walter, que també llegia aquest llibre quan era petit. A més, el llibre relata la història de com el detectiu Fingerling es troba amb la "rossa suïcida", la obsessió amb el número 23 la condueix a matar el seu nuvi i a suïcidar-se. En la novel·la, les seves explicacions i càlculs - incloent noms, dates d'aniversari i colors - resulten en el número 23, cosa que fa que es torni boja. A través d'aquestes escenes de flashbacks sobre la novel·la, veiem com realitza tots els càlculs sobre les parets de l'habitació d'un hotel en el qual s'allotjava. Casualment o no, la seva habitació estava davant de la959, les xifres de la qual sumen 23.
La pel·lícula crea el suspens a causa que Walter comença a veure esdeveniments en la seva ment de l'assassinat i suïcidi de la rossa suïcida i la línia del temps de la pel·lícula es comença a barrejar amb aquests somnis. La tensió es crea a causa que es converteix en una història dins d'una història. No se segueix només la vida Walter, sinó que a més es veu el llibre a través de Walter i de com es va introduint cada vegada més dins de la confusa novel·la. La creixent obsessió que Walter té amb aquesta novel·la és coneguda per la seva dona i fill quan els explica tot sobre el fenomen del 23. Walter els mostra els seus càlculs en què el seu nom, el número de la casa i el de la seguretat social sumen 23. Aquests càlculs són, de nou, similars als de Fingerling en el llibre. Walter visita al Dr. Isaac French (Danny Huston), un amic d'Agatha, del qual espera rebre explicacions sobre la teoria del 23.
Walter torna a la botiga amb el llibre i s'assabenta que el llibre va ser creat i imprès pel mateix autor, Topsy Kretts, qui no havia escrit mai cap llibre i que no és conegut per ningú.
Cada vegada més ficat dins de la història del detectiu Fingerling, Walter comença a sospitar que el Dr. French té una relació amb Agatha, amb fets paral·lels en el llibre. Walter comença a pensar que tot el que està associat amb el 23 és perillós a causa que 2 dividit entre 3 és 0.6 periòdic (0.666, el nombre de la bèstia), com el Dr. French li va explicar.
La paranoia de Walter li fa tenir somnis matant l'Agatha, de nou en paral·lel amb el llibre. Després d'un somni Walter s'aixeca, i comença a conduir a mitjanit, deixant-li una nota a l'Agatha en la qual li deia que no es trobava bé. Walter té una mena de pressentiment i per al King Edward Hotel, que va ser construït el 1923, i pregunta per l'habitació 23.
Walter continua llegint el llibre, que acaba en el capítol 22, quan Fingerling està en un balcó tractant de decidir si saltar o no, després d'haver assassinat la seva parella, una jove italiana anomenada Fabrizia. En aquest moment, Walter sent els lladrucs de Ned (el gos que no va poder capturar) i el segueix, fins que aquest s'atura de nou en la làpida de Laura Tollins (Rhona Mitra), qui va morir en el seu vint-i-tresè aniversari i el seu cos mai es va trobar. Walter investiga la mort de Laura Tollins i descobreix que tenia una relació amorosa amb el seu professor, Kyle Flich (Mark Pellegrino). Walter pensa que el professor va escriure el llibre com una confessió i el visita a la presó, però no aconsegueix res en la visita, ja que l'home li assegura que ell no va escriure el llibre i que a més és innocent. A més, Flich li diu que si hagués escrit un llibre, ell no hagués fet servir un pseudònim "tan ximple" com Topsy Kretts (que sona com "Top secrets" en anglès).
Robin troba una adreça amagada al final del llibre i envia 23 caixes plenes de goma escuma d'embalatge, per veure què passa. Quan estan a l'adreça de destinació un home comença a obrir les caixes, però el sorprenen dient-li que tot havia acabat i que sabien que el llibre l'havia escrit ell, però només es limita a dir que en Walter hauria d'estar mort; intenta escapar, però quan en Walter el deté, aquest es suïcida tallant-se el coll. Dins de les butxaques de l'home, l'Agatha troba una targeta d'identificació que pertanyia a un institut de malalts mentals, en la qual es podia llegir que l'home era el Dr. Sirius Leary (que igual que "Topsy Kretts", pot ser llegit com "seriously"), però ella no li explica res a Walter. Agatha va a l'institut i troba l'antiga oficina de Leary. En una cel·la plena de càlculs amb el número 23, troba una caixa en la qual apareix el nom de Walter i el cas número 85307. Aquí també hi ha una gran coincidència, ja que les xifres sumades entre si donen com a resultat 23.
Mentrestant, Robin i Walter, que havien estat examinant el llibre, descobreixen que en cada vint-i-tresava paraula de cada vint-i-tresava pàgina es descriuen dos missatges, el primer d'ells: "Visita a Casanova Spark; cava sota dels graons al cel" i el segon: "t'adverteixo, l'infern t'espera home Sparrow". Robin pregunta qui és "Casanova Spark", al que Walter misteriosament respon "No és una persona".
Arriben al parc Casanova (Walter dedueix que Casanova Spark realment era Casanovas Park, el parc) i baixen fins un cartell que diu "les escales fins al cel", baixen els 23 graons i caven la terra i descobreixen les restes d'un esquelet humà, presumiblement el de Laura Tollins, però quan tornen amb un oficial de policia els ossos ja no hi són. El Dr. French apropa a Agatha fins al lloc on van trobar les restes i finalment els tres tornen a casa. Però en el camí es troben amb Ned assegut a la carretera. Walter accelera, per intentar matar-lo, però frena el cotxe en l'últim segon, penedit; en aquest moment Walter observa que les mans d'Agatha estan plenes de terra.
Quan l'Agatha arriba a casa i s'està netejant les mans, Walter l'acusant d'haver pres els ossos i d'haver escrit el llibre. Ella admet haver mogut l'esquelet per protegir-lo a ell i li diu a Walter que de fet ell va ser qui va escriure el llibre, i li mostra els continguts de la caixa que va trobar a l'institut abandonat de pacients mentals. A la caixa hi havia còmics de detectius, un manuscrit denominat "El número 23" amb el nom del Walter i un saxofon, l'instrument que Fingerling tocava en el llibre.
Walter reacciona amb incredulitat i torna a l'hotel on va estar, però aquesta vegada s'allotja a l'habitació 23 i comença a treure el paper pintat de les parets i descobreix el capítol número 23 del llibre escrit a les parets, en el qual s'identificava a si mateix com l'autor i en el qual ho explicava tot. En aquest moment, Walter comença a recordar el perquè de tot: el suïcidi del seu pare després de la mort de la seva mare. Laura Tollins, una noia que anava a la universitat amb ell i de la qual es va enamorar i la seva obsessió pel número 23, heretada del seu pare. Laura comença a anar a dormir amb el seu professor i Walter, a l'assabentar-se de la infidelitat, s'hi enfronta. No obstant això Laura li rebel·la que mai ho l'havia estimat i el posa a prova amb un ganivet de cuina perquè la mati. Al principi Walter s'hi nega rotundament però això fa enfadar a Laura, atacant-lo amb el ganivet per provocar-lo. Ell entra en còlera, mata la Laura apunyalant-la brutalment i la enterra al parc, mentre Ned l'observa. Com el personatge del llibre, el professor és el primer a entrar a l'habitació en la qual Laura va ser assassinada i agafa el ganivet, cobrint l'arma amb les seves empremtes dactilars i tacant les seves mans amb la sang d'ella. A causa d'això, és arrestat per assassinat. Walter llavors entra a l'habitació de l'hotel i escriu el llibre i la resta (el capítol 23) l'escriu a les parets, i després salta des del balcó. Ell sobreviu, però amb grans danys. A causa de la caiguda, Walter té pèrdua de memòria i oblida l'assassinat de Laura. Quan Walter surt de l'institut per a malalts mentals coneix els manuscrits de l'Agatha i els publica, obsessionat amb el número 23.
Agatha va a l'habitació de l'hotel a buscar en Walter, qui es trobava adolorit, ja que ara sabia que havia matat la Laura i que un home innocent era a la presó per culpa seva; llavors, Walter li diu a l'Agatha que se'n vagi, ja que és un assassí i que la podria matar, i ella li dona un ganivet i li diu que si és realment un assassí, que la mati. En aquest moment, surt a la carretera i es posa davant d'un autobús, però quan està a punt d'atropellar-la, Walter l'esquiva.
Finalment, Walter decideix explicar els fets a les autoritats i alliberen el professor. Ell és optimista, ja que a l'haver confessat la pena serà menor, però el que realment li importa és que no va prendre la decisió fàcil de suïcidar-se i va fer el correcte.
A la fi de la pel·lícula apareix un extracte de la Bíblia, del capítol 32, versicle 23: "Sapigueu que el vostre pecat us arribarà".

## Repartiment
| personatge      | repartiment                           |
| --------------- | ------------------------------------- |
| Jim Carrey      | Walter Sparrow / Detectiu Fingerling  |
| Virginia Madsen | Agatha Pink-Sparrow / Fabrizia        |
| Logan Lerman    | Robin Sparrow                         |
| Danny Huston    | Isaac French / Dr. Miles Phoenix      |
| Rhona Mitra     | Laura Tollins                         |
| Mark Pellegrino | Kyle Finch                            |
| Paul Butcher    | Jove Walter Sparrow / Jove Fingerling |
| Lynn Collins    | Rossa suïcida / Sra. Dobkins          |
| Bud Cort        | Dr. Sirius Leary                      |
| Tom Lenk        | Empleat de la llibreria               |
| Bob Zmuda       | Empleat de l'hotel                    |

## Crítica
La pel·lícula va rebre crítiques negatives, amb una mitjana de 8% a Rotten Tomatoes. Entre els pocs crítics als quals els va agradar la pel·lícula es van trobar Richard Roeper i George Pennachio de KABC-TV, de Los Angeles, que van donar a la pel·lícula dos polzes cap amunt en el xou televisiu Ebert & Roeper (Pennachio substituïa Roger Ebert durant un període en el qual Ebert va estar malalt).

## Llançament en DVD
El film va ser llançat en DVD el 24 de juliol de 2007. Inclou escenes que van ser esborrades, com un començament alternatiu molt més abstracte, i un final en el qual es donen més detalls sobre l'estada a la presó de Walter i la possibilitat que el seu fill hereti l'obsessió del seu pare. El disc inclou també entrevistes amb matemàtics, psicòlegs i numeròlegs. El DVD mostra la pel·lícula dividida en 23 capítols.